# Sonho de Verão (álbum)
Sonho de Verão é a trilha sonora do filme de mesmo nome, lançado em 1990 pela Som Livre. O álbum é constituído por canções interpretadas pelo elenco do filme.

## Faixas
| N.º            | Título                  | Compositor(es)                              | Intérprete(s)    | Duração |  |
| 1.             | "Sonho de Verão"        | Michael Sullivan Paulo Massadas             | Paquitas         | 3:41    |  |
| 2.             | "A Nova Onda"           | Joe Athanásio Tavinho Paes                  | Paquitos         | 3:55    |  |
| 3.             | "De Bem Com a Vida"     | Cido Bianchi Jane Duboc                     | Andréa Veiga     | 4:48    |  |
| 4.             | "Cigana"                | Zé Henrique César Lemos                     | Angel Mattos     | 3:53    |  |
| 5.             | "Veneno"                |                                             | Yahoo            | 4:13    |  |
| 6.             | "Playback"              | Lincoln Olivetti Junior Mendes Robson Jorge | Paquitas         | 4:43    |  |
| 7.             | "Precipitação"          |                                             | Marcos Magalhães | 4:47    |  |
| 8.             | "Um Ano Sem Você"       | José Augusto Paulo Sérgio Valle             | Paquitas         | 4:40    |  |
| 9.             | "Se Liga 16"            | Celso Fonseca Jorjão Barreto Ronaldo Bastos | Andréa Veiga     | 4:12    |  |
| 10.            | "Um Caso de Amor"       | Neuma Moraes Henrique Aramis Barros         | Angel Mattos     | 3:59    |  |
| 11.            | "Somos a Luz do Amanhã" |                                             | Yahoo            | 3:58    |  |
| 12.            | "Muito Prazer"          | Zé Henrique Marcelo Faria Marcello Azevedo  | Paquitos         | 4:11    |  |
| Duração total: | Duração total:          | Duração total:                              | Duração total:   | 48:20   |  |